# Schrezheim (Ellwangen)
Die Ortschaft Schrezheim im Ostalbkreis in Baden-Württemberg liegt etwa einen Kilometer südöstlich von Ellwangen, dessen Stadtteil sie heute ist.

## Geographie
Schrezheim liegt an der Jagst und hat eine Gemarkungsfläche von 1752 ha. Zu Schrezheim zählen noch folgende Ortsteile und Höfe: Altmannsrot, Altmannsweiler, Bahnmühle, Eggenrot, Engelhardsweiler, Espachweiler, Glassägmühle, Griesweiler, Hinterlengenberg, Hintersteinbühl, Lindenhäusle, Lindenhof, Lindenkeller, Ölmühle, Rotenbach, Schleifhäusle und Vorderlengenberg.

## Geschichte
Schrezheim wurde im 7. Jahrhundert als alamannische Siedlung gegründet. Bereits im 8. Jahrhundert ging es in den Besitz des Klosters Ellwangen über.
Schrezheim wurde um 1140 erstmals als Screzheim erwähnt. Ellwangen war bereits 1337 begütert und besaß bald den ganzen Ort. 1802 fiel er an Württemberg und gehörte zum Oberamt Ellwangen. Der zugehörige Weiler Eggenrot war bis 1802 teilweise auch im Besitz der Herren von Adelmannsfelden. Der Hauptteil war jedoch ellwangisch. 1802 kam er mit Schrezheim an Württemberg.

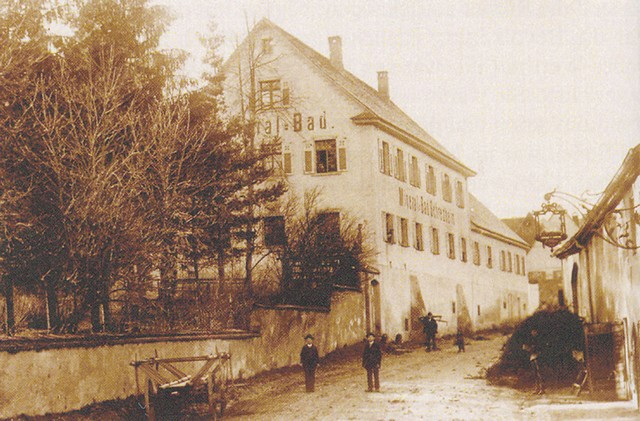
Schrezheim im 19. Jahrhundert

Überregional bekannt wurde Schrezheim durch seine Fayencenmanufaktur. Das Schrezheimer Fayencen-Werk von Johann Baptist Bux († 1800), gegründet 1752, stellte im 18. und 19. Jahrhundert neben hochwertigem Gebrauchsgeschirr auch Altäre her. Es wurde von seiner Tochter und später von deren Sohn fortgeführt. 100 Jahre nach ihrer Gründung endete die Produktion: die Manufaktur brannte 1852 ab und wurde nicht wieder errichtet.
Um das Jahr 1873 entstand im Ortskern eine Badeanstalt. Sie wurde von einer Quelle gespeist, der man heilsame Wirkungen zuschrieb. Selbst aus Russland und Amerika kamen Gäste. Nach wenigen Jahren versiegte die Quelle allerdings und konnte danach nicht wieder freigelegt werden.
Am 1. Januar 1972 wurde Schrezheim bei der Gebietsreform in die Stadt Ellwangen eingegliedert.
Im Jahr 2012 feierte die Ortschaft Schrezheim ihr 675-jähriges Bestehen.

## Politik
Im Ellwanger Gemeinderat ist Schrezheim durch das Verfahren der unechten Teilortswahl mit vier Mitgliedern vertreten. Für Schrezheim existiert zudem ein Ortschaftsrat. Dieser wird ebenfalls nach dem Verfahren der unechten Teilortswahl gewählt, weshalb sich aufgrund von Ausgleichsmandaten die Anzahl an Mitgliedern ändern kann. Mindestens sechs Mitglieder werden dabei als Vertreter des Ortes Schrezheim selbst und sechs weitere Mitglieder jeweils als Vertreter der ebenfalls zur Ortschaft gehörenden Wohnbezirke gewählt. Seit der letzten Wahl im Rahmen der Kommunalwahlen am 9. Juni 2024 umfasst der Ortschaftsrat insgesamt 14 Mitglieder, deren Amtszeit fünf Jahre beträgt und die sich wie folgt auf verschiedene Gruppierungen verteilen:
| Partei / Wählerliste         | Stimmenanteil | Sitze  |
| ---------------------------- | ------------- | ------ |
| CDU                          | 51,3 %        | 7      |
| Freie Bürger Ellwangen (FBE) | 33,5 %        | 5      |
| Grüne                        | 12,6 %        | 2      |
| SPD                          | 2,6 %         | 0      |
| Gesamt                       | 100 %         | 14     |
| Wahlbeteiligung              | 69,9 %        | 69,9 % |

Ortsvorsteherin ist Sonja Fuchs (CDU).

## Verkehr
Der Haltepunkt Schrezheim an der Oberen Jagstbahn wird im Stundentakt von Regionalbahnen nach Aalen und Ellwangen/Crailsheim bedient.

## Kultur und Sehenswürdigkeiten

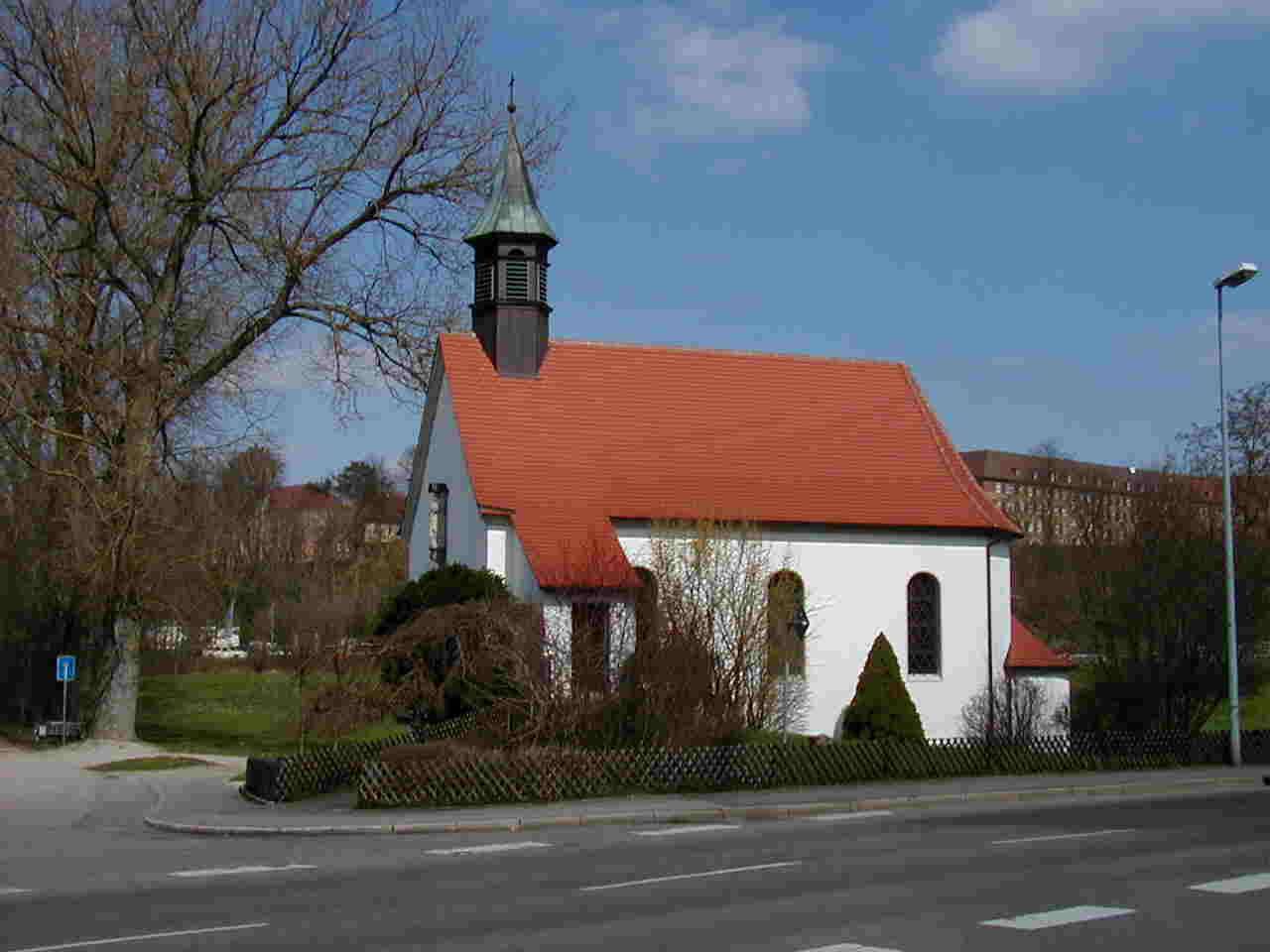
Antoniuskapelle in Schrezheim

### Sehenswürdigkeiten und Tourismus
Die Antoniuskapelle im Ortsteil Schrezheim ist berühmt für ihren Fayencealtar, der der Schrezheimer Fayencenmanufaktur entstammt und eines der bedeutendsten Werke der Fayencekunst darstellt. Es ist auch das Wahrzeichen von Schrezheim.
Ein beliebtes Ausflugsziel ist der Espachweilersee, der eine Fläche von 4,5 ha hat (Bestand: Rotaugen, Brachsen, Rotfedern, Aale, Schleien, Karpfen, Zander, Hechte, Welse).

### Sport, Vereine
In Schrezheim gibt es eine Vielzahl von Vereinen und Sportclubs. Die SG Schrezheim 1974 e. V. (Abteilungen: Fußball, Tischtennis, Turnen/Aerobic/Garde, Vereinsjugend) ist mit seinen 760 Mitglieder (250 Jugendliche) der größte Verein im Ortsteil. Die Fußballabteilung spielt in der Kreisliga B im Bezirk Ostwürttemberg. Die Tischtennismannschaft Herren 1 erreichte 2024 (im Jubiläumsjahr – 50 Jahre SG Schrezheim) erstmals und ungeschlagen die Meisterschaft in der Bezirksklasse (Ostalb). Der erfolgreichste Verein im Ortsteil Schrezheim ist der Kegelclub KC Schrezheim e. V., dessen Damen in der Kegel-Bundesliga (Classic) sind.
Daneben gibt es noch den Musikverein Schrezheim e. V. und den Männergesangverein Eintracht Schrezheim.

## Söhne und Töchter
- Josef Wintergerst (1783–1867), Maler und Mitglied der Nazarener
- Anton Pfitzer (1818–1892), katholischer Geistlicher und Heimatforscher, Ehrenbürger von Schwäbisch Gmünd
- Hieronymus Merkle (1887–1970), Politiker (NSDAP)